# Racht
Racht ou Rasht (en persan : رشت, Rašt) est la capitale de la province de Guilan au nord-ouest de l'Iran. C'est un lieu commercial majeur entre le Caucase, la Russie et l'Iran grâce au port de Bandar-e Anzali. Racht est aussi un centre touristique majeur.
Au cours de l'histoire iranienne, Rasht est restée une ville frontalière et l'un de ses surnoms historiques était « dār al-marz » (terre frontalière),.

## Géographie et climat
Racht est nichée entre le littoral de la mer Caspienne et les pentes de la chaîne de l'Elbourz sur un des bras du Sefid Roud. Elle est située à 317 km par la route au nord-ouest de Téhéran et à environ 30 km de la Mer Caspienne. Racht bénéficie d'une variante humide du climat de type méditerranéen. Le temps est souvent pluvieux et venteux. Un vent de nord-est souffle de la Caspienne. Racht reçoit environ 1 000-1 200 mm de précipitations annuelles sous forme de pluie. Les précipitations sont particulièrement abondantes en hiver et en automne. Octobre, le mois le plus arrosé, reçoit 230 mm de précipitations en moyenne. Par contre, le mois de juin, le mois le plus sec, ne reçoit que 38 mm de précipitations. La température tombe rarement en dessous de 0 °C.
| Mois                              | jan.  | fév.  | mars  | avril | mai  | juin | jui. | août | sep.  | oct.  | nov.  | déc. | année   |
| --------------------------------- | ----- | ----- | ----- | ----- | ---- | ---- | ---- | ---- | ----- | ----- | ----- | ---- | ------- |
| Température minimale moyenne (°C) | 1,9   | 2,5   | 5,1   | 9,3   | 14,2 | 18   | 20,2 | 19,8 | 17,2  | 12,8  | 8,3   | 4,2  | 11,1    |
| Température moyenne (°C)          | 6,7   | 6,8   | 9,2   | 14,5  | 19,9 | 24   | 26,2 | 25,6 | 22,5  | 17,7  | 13,5  | 9,3  | 16,3    |
| Température maximale moyenne (°C) | 10,8  | 10,9  | 13,1  | 19    | 24,2 | 28,3 | 30,5 | 29,9 | 26,8  | 21,7  | 17,7  | 13,6 | 20,5    |
| Précipitations (mm)               | 147,9 | 119,2 | 111,3 | 61,6  | 53,3 | 38,7 | 40,2 | 73,8 | 142,6 | 230,2 | 170,7 | 166  | 1 355,5 |

## Population et culture
La population de Racht est Gilak (parlant le guilaki, le persan ou le talyche).
Certains des quartiers célèbres de Rasht sont : Gulsar (Golsar), Safsar, Khamiran et Kurdmahale (Kordmahaleh).

## Histoire
Pour une histoire plus complète de la région, voir le chapitre histoire de l'article Gilan.

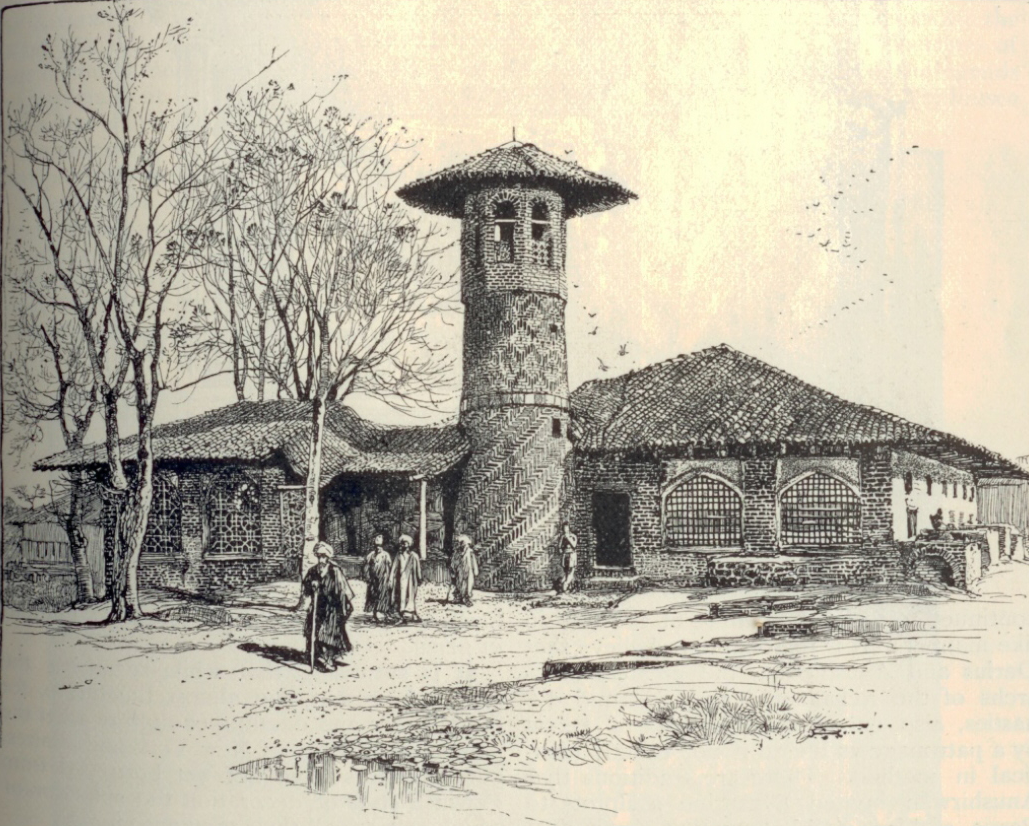
Une vieille mosquée à Racht, 1886.

Racht a été mentionnée pour la première fois dans des documents historiques en 682, mais est certainement plus ancienne que ça. La ville a connu l'époque Sassanide, les armées de Pierre le Grand (il y fut signé en 1732 un traité de paix entre la Perse et la Russie) et plus tard la domination des Russes et le colonialisme britannique. Les gens de Racht ont aussi joué un rôle important dans pendant la révolution constitutionnelle persane à travers le Mouvement constitutionnaliste du Gilân.

### Repères historiques
- 682 : Racht mentionnée pour la première fois dans des documents historiques
- 1669 : Stenka Razine, un seigneur de guerre cosaque, pille la ville
- 1722-1734 : occupation par Pierre le Grand pendant la guerre russo-persane de 1722-1723
- 1901 : une épidémie de peste décime la ville.
- 1917-1920 : les troupes russes et britanniques se battent dans la ville portuaire de Bandar-e Anzali et à Racht. Les Britanniques se retirent et les russes occupent la région. En 1920, les Russes bolcheviques mettent le feu au bazaar, causant l'exil temporaire de nombreux habitants.
- 1937 : une révolte, causée par le projet russe de collecter un « octroi » est réprimée
- 1977 : Fondation de l'université de Racht

## Personnalités originaires de Racht
- Fathollah Akbar Sepahdar (1878-1947), homme politique perse, un temps Premier ministre.
- Mirza Koutchak Khan (1880–1921)
- Houshang Ebtehaj (1928–2022)
- Marjane Satrapi (née en 1969)
- Aydin Aghdashloo (né en 1940)
- Dr Ataollah Fereidouni
- Alireza Panjeei (née en 1961)
- Reza Ramezani (né en 1963)
- Vanecha Roudbaraki (née en 1966)
- Delara Darabi (née en 1986 - exécutée le 1er mai 2009)
- Youcef Nadarkhani (né en 1977)
- Abbas Moayeri, artiste-peintre, miniaturiste et sculpteur iranien y est né en 1939
- Homayoun Toufighi (né en 1990), joueur d'échecs.

## Banlieues
- Golsar

## Sources et liens externes

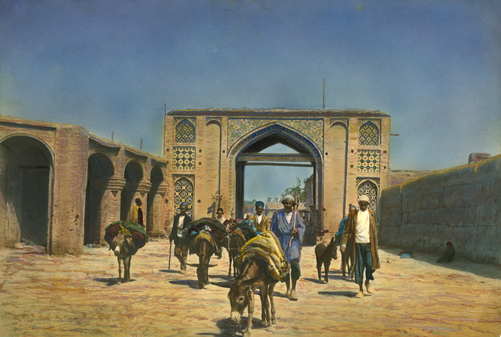
Photographie de la porte de Racht après la Première Guerre mondiale par Harold F. Weston

- Quelques photos du Gilan et de Racht
- Photos sur Guilan.net
- Centre d'informations de la ville de Racht
- Iran Chamber Society: Rasht
- Chambre de commerce d'industrie et des mines d'Iran : Gilan
- Encyclopédie de l'Orient